# Peter Takeo Okada
Peter Takeo Okada (japonês ペトロ 岡田 武夫, Petoro Okada Takeo; Ichikawa, 24 de outubro de 1941- Tóquio, 18 de dezembro de 2020) foi um clérigo católico romano japonês e arcebispo de Tóquio. Ele foi presidente da Conferência Episcopal Japonesa de 2007 a 2010 e de 2013 a 2016.
Peter Takeo Okada inicialmente estudou direito na Universidade de Tóquio. Ele então entrou no seminário e estudou filosofia e teologia. Aos 32 anos, em 3 de novembro de 1973, recebeu o sacramento da ordenação para a Arquidiocese de Tóquio do Arcebispo Peter Seiichi Shirayanagi.
Em 15 de abril de 1991, o Papa João Paulo II o nomeou Bispo de Urawa. Foi ordenado bispo pelo Arcebispo Peter Seiichi Shirayanagi em 16 de setembro do mesmo ano. Os co-consagradores foram Paul Hisao Yasuda, Arcebispo de Osaka, e Francis Xavier Kaname Shimamoto IdP, Arcebispo de Nagasaki. 
Em 17 de fevereiro de 2000, Okada foi nomeado Arcebispo de Tóquio pelo Papa João Paulo II.
Peter Takeo Okada foi presidente (2007-2010; 2013-2016) e vice-presidente (2010-2013) da Conferência Episcopal Japonesa. Em 2012 foi nomeado pelo Papa Bento XVI para o Pontifício Conselho para o Diálogo Inter-religioso.
Okada se opôs veementemente às tendências nacionalistas emergentes no Japão e à glorificação da guerra e da violência. Ele alertou contra a veneração excessiva dos japoneses mortos na guerra, como nas comemorações no polêmico Santuário Yasukuni. Ele apelou repetidamente à eliminação progressiva da energia nuclear nacional, especialmente após o desastre nuclear de Fukushima, e queixou-se de que o stress, a competição e o consumo determinavam a vida quotidiana da sociedade.
O Papa Francisco aceitou a sua demissão por idade em 25 de outubro de 2017. Além disso, permaneceu como administrador apostólico desta diocese, que ficou vaga de 27 de julho de 2013 a 25 de setembro de 2018, até a posse do novo Bispo de Saitama.
Peter Takeo Okada morreu em 18 de dezembro de 2020, aos 79 anos, em um hospital de Tóquio, onde foi internado devido a um tumor. A cerimónia fúnebre na Catedral de Santa Maria foi presidida pelo Arcebispo Tarcisius Isao Kikuchi, S.V.D. .